# Ligestillingsministre fra Danmark
Dette er en liste over ministre for Ligestillingsministeriet.
| Minister                  | I regeringen                  | Parti             | Fra                | Til                |
| ------------------------- | ----------------------------- | ----------------- | ------------------ | ------------------ |
| Jytte Andersen            | Poul Nyrup Rasmussen IV       | Socialdemokratiet | 27. september 1999 | 21. december 2000  |
| Lotte Bundsgaard          | Poul Nyrup Rasmussen IV       | Socialdemokratiet | 21. december 2000  | 27. november 2001  |
| Henriette Kjær            | Anders Fogh Rasmussen l       | Konservative      | 27. november 2001  | 2. august 2004     |
| Eva Kjer Hansen           | Anders Fogh Rasmussen l & ll  | Venstre           | 2. august 2004     | 12. september 2007 |
| Karen Jespersen           | Anders Fogh Rasmussen lll     | Venstre           | 12. september 2007 | 7. april 2009      |
| Inger Støjberg            | Lars Løkke Rasmussen l        | Venstre           | 7. april 2009      | 23. februar 2010   |
| Lykke Friis               | Lars Løkke Rasmussen l        | Venstre           | 23. februar 2010   | 3. oktober 2011    |
| Manu Sareen               | Helle Thorning-Schmidt l & ll | Radikale Venstre  | 3. oktober 2011    | 28. juni 2015      |
| Ellen Trane Nørby         | Lars Løkke Rasmussen ll       | Venstre           | 28. juni 2015      | 28. november 2016  |
| Karen Ellemann            | Lars Løkke Rasmussen lll      | Venstre           | 28. november 2016  | 2. maj 2018        |
| Eva Kjer Hansen           | Lars Løkke Rasmussen lll      | Venstre           | 2. maj 2018        | 27. juni 2019      |
| Mogens Jensen             | Mette Frederiksen I           | Socialdemokratiet | 27. juni 2019      | 18. november 2020  |
| Peter Hummelgaard Thomsen | Mette Frederiksen I           | Socialdemokratiet | 19. november 2020  | 4. februar 2022    |
| Trine Bramsen             | Mette Frederiksen I           | Socialdemokratiet | 4. februar 2022    | 15. december 2022  |
| Marie Bjerre              | Mette Frederiksen ll          | Venstre           | 15. december 2022  | 23. november 2023  |
| Mia Wagner                | Mette Frederiksen ll          | Venstre           | 23. november 2023  | 7. december 2023   |
| Marie Bjerre              | Mette Frederiksen ll          | Venstre           | 7. december 2023   | 29. august 2024    |
| Magnus Heunicke           | Mette Frederiksen ll          | Socialdemokratiet | 29. august 2024    | Nuværende          |

Samtlige ministre for ligestilling har samtidig haft andre ministerposter; Jytte Andersen og Lotte Bundsgaard var således by- og boligministre, Henriette Kjær og Eva Kjer Hansen var socialministre, Karen Jespersen var socialminister, siden velfærdsminister, Inger Støjberg var beskæftigelsesminister og Lykke Friis var klima- og energiminister. Manu Sareen var kirkeminister og minister for nordisk samarbejde. Mogens Jensen var Minister for landbrug, fødevarer og nordisk samarbejde, Peter Hummelgaard Thomsen var beskæftigelsesminister, Trine Bramsen var transportminister, Marie Bjerre var digitaliseringsminister og Magnus Heunicke er miljøminister.